# Platoul carstic Padiș
Platoul carstic Padiș este o arie protejată de interes național ce corespunde categoriei a IV-a IUCN (rezervație naturală de tip floristic și peisagistic) situată în nord-vestul Transilvaniei, pe teritoriul județului Bihor.

## Localizare
Aria naturală se află în extremitatea sud-estică a județului Bihor (în ramura nordică a Munților Bihorului, grupă montană a Apusenilor ce aparține lanțului carpatic al Occidentalilor), pe teritoriul administrativ estic al comunei Pietroasa și este străbătută de drumul județean DJ763.

## Descriere
Rezervația naturală cu o suprafață de 39 hectare a fost declarată arie protejată prin Legea Nr.5 din 6 martie 2000 (privind aprobarea Planului de amenajare a teritoriului național - Secțiunea a III-a - zone protejate, publicată în Monitorul Oficial al României, Nr.152 din 12 aprilie 2000) și se suprapune ariei de protecție specială avifaunistică - Munții Apuseni - Vlădeasa.
Platoul carstic Padiș este parte integrantă a zonei turistice Padiș și reprezintă o valoare peisagistică și turistică din zona Apusenilor; dar și una floristică datorată speciile rare de plante nitrofile, printre care și bulbucii de munte (Trolius europaeus); specie de plantă (ocrotită prin lege) protejată la nivel european prin Directiva 92/43/CE (anexa I-a) din 21 mai 1992 (privind conservarea habitatelor naturale și a speciilor de faună și floră sălbatică).

## Obiective turistice aflate în vecinătate
- Biserica de lemn „Pogorârea Sf. Gheorghe” din Cociuba Mică, lăcaș de cult (ridicat în secolul al XVIII-lea) aflat pe lista monumentelor istorice sub codul LMI BH-II-m-B-01136.
- Biserica de lemn „Sf.Dimitrie” din Fânațe, construcție 1796, monument istoric (cod LMI BH-II-m-A-01145).
- Barajul Leșu și zona turistică Padiș.
- Rezervațiile naturale: Avenul Borțigului, Complexul Carstic din Valea Ponorului, Fâneața Izvoarelor Crișul Pietros, Groapa Ruginoasa - Valea Seacă, Molhașurile din Valea Izbucelor, Groapa de la Bârsa, Pietrele Galbenei, Piatra Bulzului, Pietrele Boghii, Poiana Florilor, Platoul Carstic Lumea Pierdută, Peștera lui Micula, Peștera Urșilor, Săritoarea Bohodeiului, Valea Galbenei și Vârful Biserica Moțului.